# 대륙사면
대륙사면(大陸斜面, continental slope)은 대륙붕이 끝나는 대륙붕단(shelf break or continental edge)에서 경사가 급해지는 지역으로 수심이 100에서 2,000미터이다. 대륙사면에는 대륙붕에서 시작된 협곡이 발달되어 있으며, 이 협곡을 따라 장기간 계속 흐르는 저탁류에 의해 대륙붕에서 유입된 퇴적물들이 심해저로 이동한다.

## 같이 보기
- 수렴 경계